# Ludmila Formanová
Ludmila Formanová (República Checa, 2 de enero de 1974) es una atleta checa, especializada en la prueba de 800 m, en la que llegó a ser campeona mundial en 1999.

## Carrera deportiva
En el Mundial de Sevilla 1999 ganó la medalla de oro en los 800 metros, con un tiempo de 1:56.68 segundos, llegando a la meta por delante de la mozambiqueña Maria Mutola y la rusa Svetlana Masterkova.